# إعلان مباشر للمستهلك
يشير الإعلان المباشر للمستهلك (DTCA) إلى تسويق المنتجات الدوائية والإعلان عنها مباشرة للمستهلكين كمرضى، بدلًا من استهداف الأخصائيين الصحيين بالتحديد. هذا المصطلح مرادف بشكل أساسي للإعلان عن الأدوية الموصوفة عبر منصات وسائل الإعلام - غالبًا على التلفزيون وفي المجلات، وأيضًا عبر المنصات على الإنترنت.
يعد الإعلان المباشر للمستهلك قانونيًا بالكامل فقط في نيوزيلندا والولايات المتحدة، ولكنه يخضع للوائح المتعلقة بالكشف المتوازن عن فوائد الوصفة الطبية مقارنة بمخاطرها من بين عوامل أخرى.
وهناك مخاوف أخلاقية وتنظيمية تتعلق بـ DTCA وتحديدًا إلى أي مدى قد تؤثر هذه الإعلانات بشكل غير ملائم على وصف الوصفات الطبية بناءً على طلبات المستهلكين، حيث أنه في بعض الحالات قد لا تكون ضرورية من الناحية الطبية، أو أن هناك خيارات أرخص متاحة.
قال منتقدو الإعلان المباشر للمستهلك بأن الكثير من الأموال يتم إنفاقها على تسويق الأدوية، بدلًا من البحث والتطوير؛ في الولايات المتحدة بلغت المبالغ المنفقة على الإعلانات من قبل مصنعي الأدوية 5,2 مليار دولار أمريكي في عام 2016.